# Передовий рів

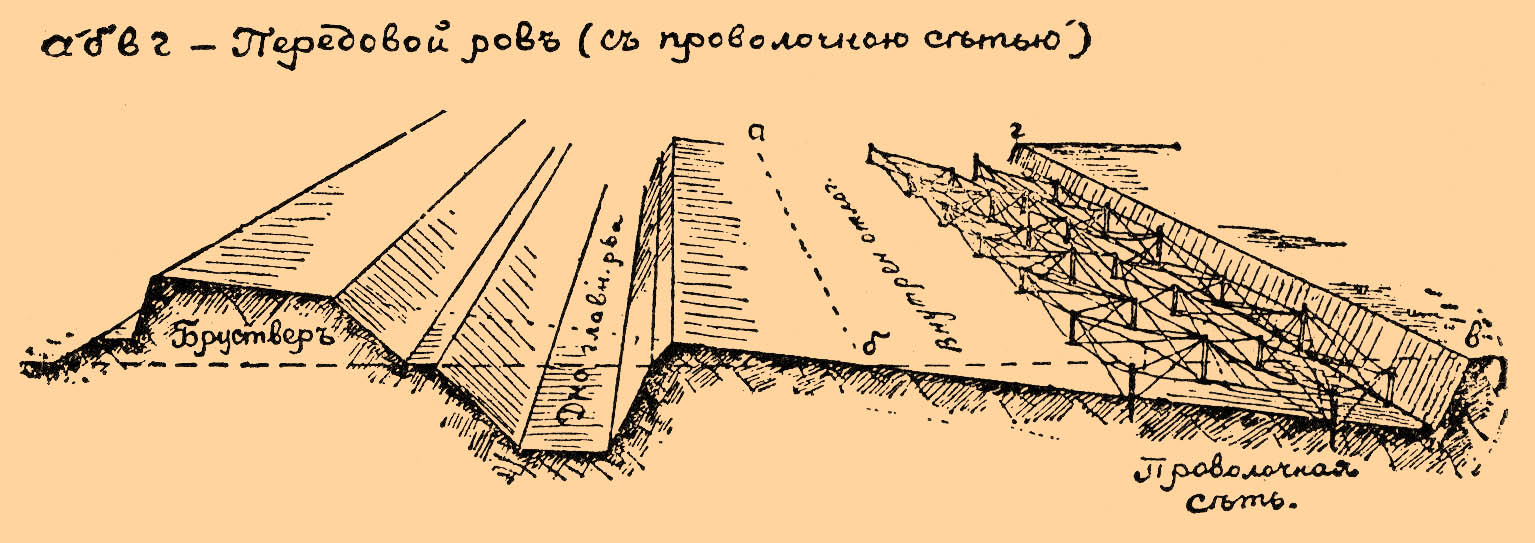
Передовий рів з дротяною сіткою.

Передовий рів — фортифікаційна споруда.

## Історія
У військовій науці початку XX століття передбачалося, що передовий рів влаштовується в кількох десятках кроків попереду головного (зовнішнього) рову укріплень, здебільшого з метою заховати в ньому від поглядів і пострілів з поля які-небудь штучні перешкоди на зразок дротяної сітки; штурмуючі натикаються, таким чином, несподівано для себе на цю перешкоду, зупиняються, і не маючи змоги відразу її подолати зазнають великих втрат від вогню з укріплення, під постріли з якого в цьому випадку підводиться внутрішній схил передового рову, прямуючи по продовженню верхньої поверхні бруствера.
Іноді передовий рів у момент переходу через нього штурмуючих обстрілюється з яких-небудь інших оборонних пристосувань поздовжнім вогнем; тоді згаданий внутрішній схил цього рову може бути дуже крутим і сам по собі нести функції перешкоди. Передовий рів, що не обстрілюється з жодних позицій, теж здатний зупинити порив штурмуючих, але може послужити для них місцем безпечного відпочинку, саме тому подібних передових ровів уникають, намагаючись влаштувати їм хоча б слабку оборону.